# Черейский, Денис Игоревич
Денис Игоревич Черейский (род. 26 января 1995 года) — российский волейболист, центральный блокирующий клуба «Зенит».

## Карьера
- Серебряный призер Спартакиады школьников (2011)
- Чемпион России среди юношей (2011)
- Бронзовый призер Высшей лиги «Б» (2014)
- Призер молодежного чемпионата России (2014)
- Серебряный призер чемпионатов России (2018, 2022)
- Победитель Кубка Сибири и Дальнего Востока (2021)

Привлекался в молодёжную сборную. Серебряный призер чемпионата мира среди молодежных команд (2017).